# مطيافية الانبعاث الذري

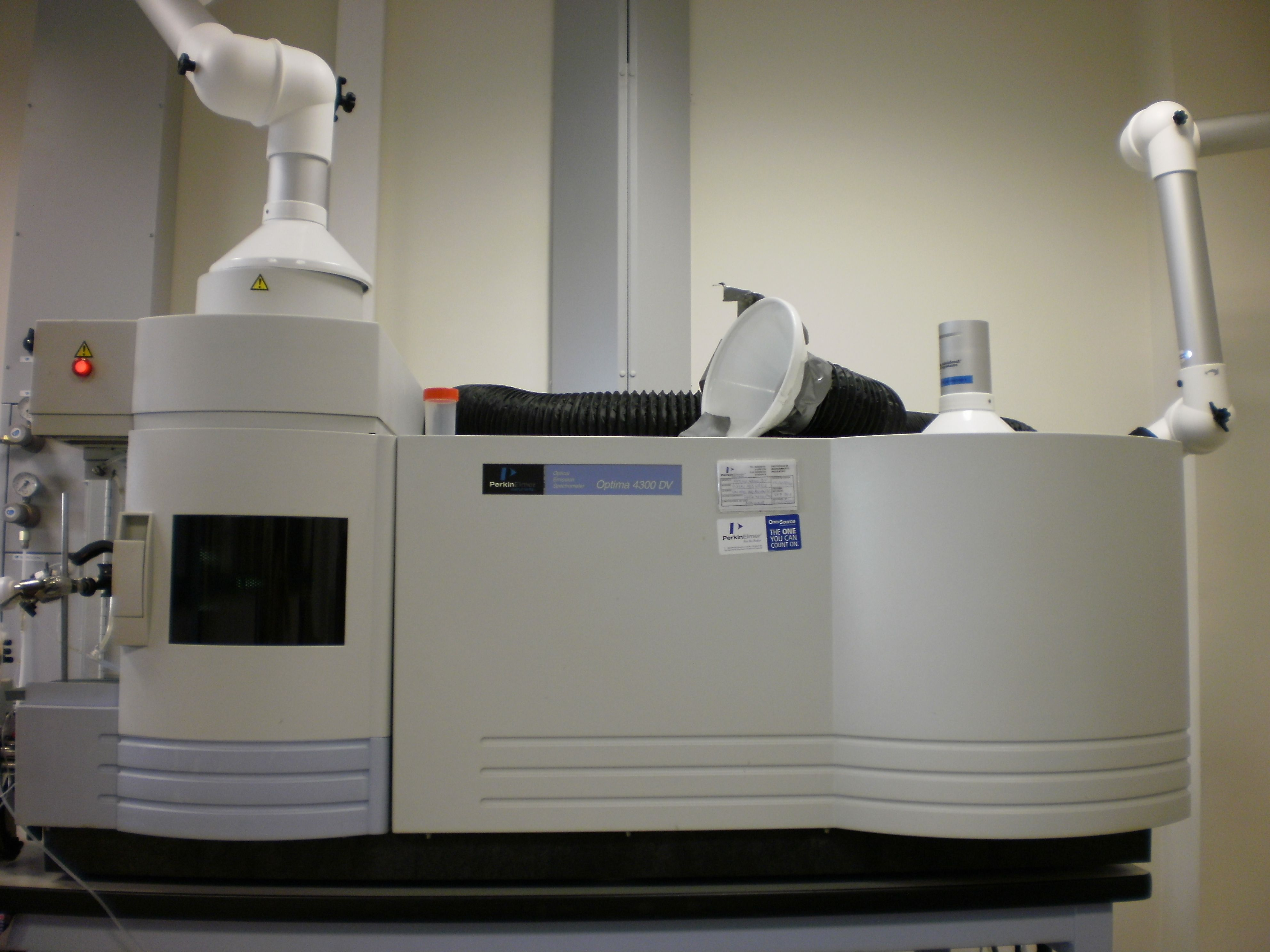
مطيافية الانبعاث الذري للبلازما المقترنة بالحث بواسطة بيركن إلمر.

مطيافية الانبعاث الذري (AES) (ملاحظة 1) هي طريقة للتحليل الكيميائي تستخدم شدة الضوء المنبعث من اللهب أو البلازما أو القوس أو الشرارة عند طول موجة معين لتحديد كمية عنصر في العينة. يعطي الطول الموجي للخط الطيفي الذري هوية العنصر بينما تتناسب شدة الضوء المنبعث مع عدد ذرات العنصر.

## مطياف إصدار اللهب
يتم إحضار عينة من مادة (محللة) إلى اللهب كغاز أو محلول رش، أو يتم إدخالها مباشرة في اللهب باستخدام حلقة صغيرة من الأسلاك، وعادة ما تكون بلاتينية. الحرارة من اللهب تبخر المذيب وتكسر الروابط الكيميائية لخلق ذرات حرة. كما تثير الطاقة الحرارية الذرات إلى حالات إلكترونية متحركة تبعث بعد ذلك الضوء عندما تعود إلى الحالة الإلكترونية الأرضية. كل عنصر يصدر الضوء على طول موجي مميز، والذي يتم تشتيته بواسطة مقضب أو موشور ويتم اكتشافه في مطياف.
التطبيق المتكرر لقياس الانبعاثات مع اللهب هو تنظيم المعادن القلوية للتحليلات الدوائية.

## مطيافية اللانبعاث الذرية بالبلازما
يستخدم مطياف الانبعاث الذري للبلازما المقترن حثيًا (ICP-AES) ببلازما مقرونة حثيًا لإنتاج ذرات وأيونات مشحونة تنبعث منها إشعاعات كهرومغناطيسية في أطوال موجية مميزة لعنصر معين.
مزايا (ICP-AES) هي الحد الأمثل للكشف والمدى الديناميكي الخطي، القدرة متعددة العناصر، التداخل الكيميائي المنخفض وإشارة مستقرة وقابلة للتكرار. العيوب هي التداخلات الطيفية (العديد من خطوط الانبعاثات)، والتكلفة وحساب التشغيل وحقيقة أن العينات يجب أن تكون عادة في محلول سائل.